# منطقه نمونه گردشگری الیمالات
منطقه نمونه گردشگری الیمالات یک منطقه گردشگری در شهرستان نور در استان مازندران  واقع شده است.
این منطقه در کنار دریاچه سد الیمالات به عنوان یکی از بزرگ ترین آثار انسان ساختی و طبیعی به گستره حدود ۱۷ هکتار در هشت کیلومتری مسیر جاده نور - چمستان قرار دارد.
ساخت مراکز اقامتی، پذیرایی، پیست دوچرخه سواری کوهستان، زیب لاین، درشکه سواری، حیات وحش، بیشه حیوانات، تیمارگاه پرندگان از مشخصات این طرح است.